# Handwerkskammer Elsass

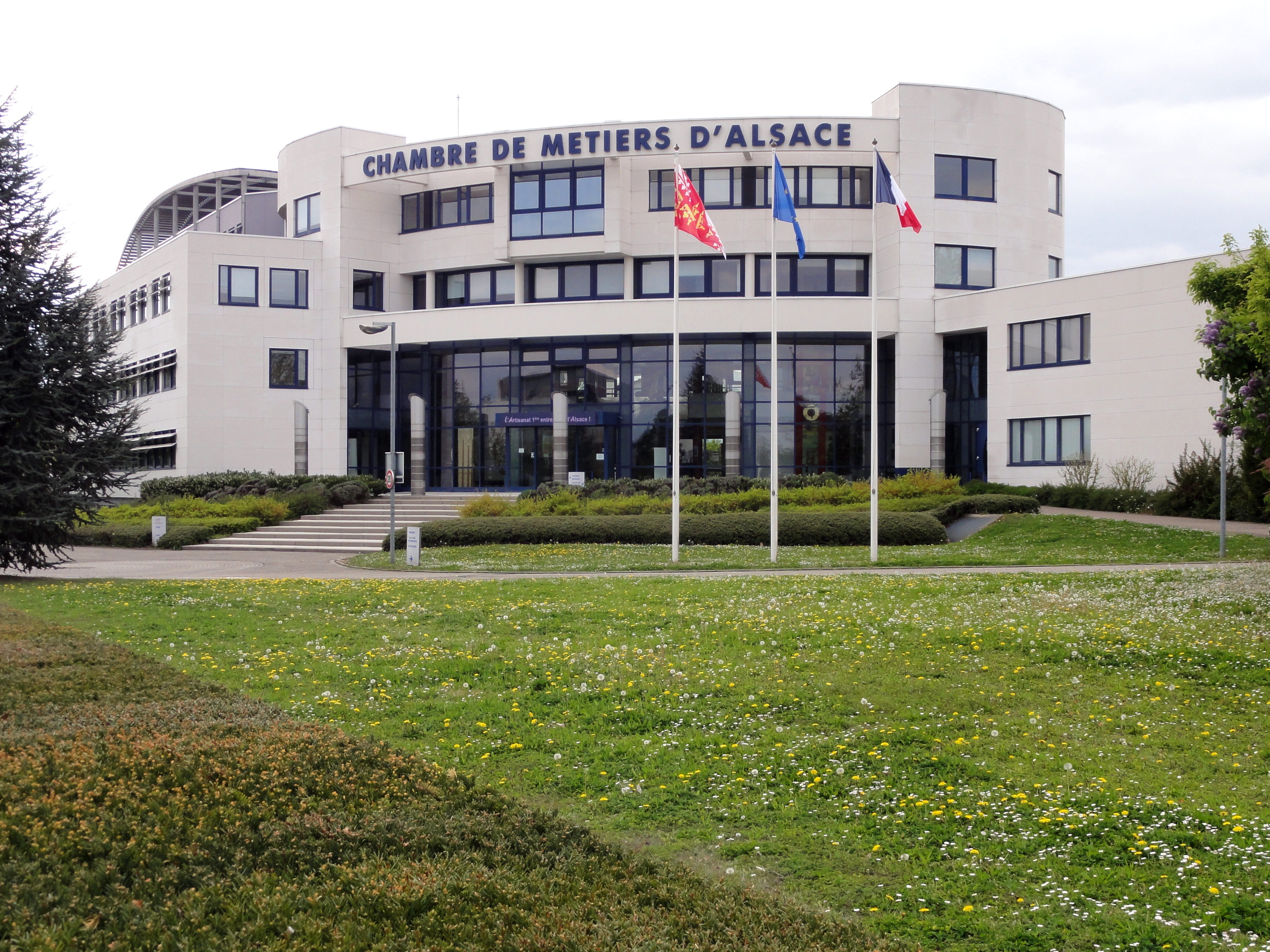
Espace Européen de l'Entreprise, Chambre des métiers d'Alsace, 30 avenue de l'Europe, Schiltigheim

Die Handwerkskammer Elsass (früher auch Handwerkskammer für Elsaß, französisch Chambre de métiers d'Alsace, CMA) hat seinen Sitz in Schiltigheim. Die Handwerkskammer ist eine der Konsularkammern (Staatliche Einrichtungen), die die Akteure eines bestimmten Wirtschaftssektors vertreten. Konkret sind das die Handwerker im Elsass.
Grenzüberschreitend arbeitet die CMA mit drei deutschen Handwerkskammern im Rahmen eines „Grenzüberschreitendes Beratungsnetz für Handwerk und KMU am Oberrhein“ zusammen.

## Geschichte
Die Handwerkskammer für Elsaß-Lothringen wurde durch Erlass des Kaiserlichen Ministeriums vom 6. Dezember 1899 gegründet. Kammerbezirk war das Reichsland Elsaß-Lothringen, Sitz war Straßburg. Die Kammer gliederte sich regional in vier Abteilungen:
1. die Kreise Mülhausen, Altkirch und Thann mit Sitz in Mülhausen
2. die Kreise Colmar, Gebweiler und Rappoltsweiler mit Sitz in Colmar
3. den Bezirk Unter-Elsaß mit Sitz in Straßburg
4. den Bezirk Lothringen mit Sitz in Metz

Das Statut der Handwerkskammer wurde von Kaiserlichen Ministerium am 28. Mai 1900 erlassen. Als Aufsichtsbehörde fungierte der Bezirkspräsident in Straßburg.
Die Handwerkskammer hatte 36 Mitglieder. Diese (und 36 Ersatzmänner) wurden, die gemäß § 103a Reichsgewerbeordnung (RGO) gewählt. Die Wahlordnung vom 21. Dezember 1899 bestimmte das Wahlverfahren und die Verteilung auf die einzelnen Wahlkörper. Die Handwerkskammer konnte die Ergänzung der Mitgliederzahl durch Zuwahl von 7 sachverständigen Personen beschließen. Diese Zugewählten hatten dieselben Rechte und Pflichten wie die übrigen Mitglieder der Handwerkskammer, mussten aber keine Handwerker sein.
Die ersten Kammerwahlen der Kammermitglieder erfolgten am 8. März, am 22. und 29. April 1900. Die konstituierende Sitzung der Handwerkskammer fand am 30. Juni 1900 statt. Von 1900 bis März 1913 wurden 26 Plenarsitzungen, 107 Vorstandssitzungen und eine Vielzahl von Sitzungen der einzelnen Ausschüsse durchgeführt.
Ab 1911 wählte die Handelskammer gemäß Verfassung des Reichslandes Elsaß-Lothringen vom 31. Mai 1911 ein Mitglied der ersten Kammer des Landtags des Reichslandes Elsaß-Lothringen. Die waren Francois Xavier Ley (Handwerkskammer Colmar, Zentrum) und Wilhelm Weißmann (Handwerkskammer Lothringen, liberal).
1923 wurde die Handwerkskammer geteilt und die CMA entstand als eine der Abspaltungen dieser. Für das Département Moselle wurde die Chambre de métiers de la Moselle gebildet.